# Šumevec
To je članek o vrsti glasov. Za naselje v občini Litija glej Šumnik, Litija oz. za potok Šumnik (razločitev)
Šumévec, nestrokovno tudi šúmnik, je soglasnik, tvorjen na sprednjem nebu s priporo  (pripornik) ali z zaporo, ki preide v priporo (zlitnik). Značilen šum, ki je nižji kot pri sičnikih, nastane v odzvočnem kotličku, ki se tvori med jezikom in sekalci. Srednja jezična ploskev je pomaknjena nekoliko bolj nazaj v primerjavi s tvorbo sičnikov.
V slovenščini so šumevci č, ž, š, dž. Šumevci so tudi (neslovenski) mehki ć, ź, ś in dź.

## Slovenski šumevci
| Po mestu tvorbe  | Zadlesnični | Zadlesnični |
| Po načinu tvorbe | Nezveneči   | Zveneči     |
| Pripornika       | š           | ž           |
| Zlitnika         | č           | dž          |